# Paromalus acutangulus
Paromalus acutangulus är en skalbaggsart som beskrevs av Zhang och Zhou 2007. Paromalus acutangulus ingår i släktet Paromalus och familjen stumpbaggar. Inga underarter finns listade i Catalogue of Life.